# 曙光4000H
曙光4000H是中国科学院计算技术研究所和中国科学院北京基因组研究所为生物信息学研究而专门研制的超级计算机，现有一台在北京华大基因研究中心。